# Flakpanzer I
El 2 cm Flak 38 auf Panzer I Ausführung A, comúnmente conocido como Flakpanzer I, fue un cañón antiaéreo autopropulsado, resultado de la modificación del Panzer I en servicio en la Alemania nazi durante la Segunda Guerra Mundial.

## Desarrollo
El Flakpanzer I  fue desarrollado durante la Batalla de Francia cuándo quedó al descubierto que los cañones Flak antiaéreos motorizados no poseían un blindaje adecuado. El Heereswaffenamt decidió combinar cañones antiaéreos ligeros con chasis de tanques. El chasis del Panzer I fue utilizado para estas conversiones, simplemente por su disponibilidad. Las conversiones fueron llevadas a cabo por Stoewer.
En total, 24 de estos vehículos fueron construidos. Durante la conversión, se removieron partes de la superestructura frontal y la cubierta del motor con la finalidad de ganar más espacio plano sobre el cual instalar el cañón. Para alcanzar un mejor centro de gravedad, el blindaje frontal de la superestructura fue movido alrededor de 18 mm hacia adelante. Las aletas laterales fueron construidas a partir de chapas de metal y no ofrecían ninguna protección real. Cuando se entablaba combate, estas se desplegaban y se utilizaban como plataforma. Para ganar más espacio (ya que el Panzer I era un blindado muy pequeño) se desmontó el equipo de radio y las comunicaciones con otras unidades se llevaban a cabo con señas de mano. Los vehículos estaban armados con el cañón de 2 cm Flak 38; adicionalmente, la tripulación estaba equipada con armas ligeras para defensa propia, tales como el Kar 98k. Para facilitar el acceso del conductor a su estación, el cañón principal no estaba montado directamente al centro de la plataforma, sino que ligeramente hacia la derecha. La munición era almacenada bajo el asiento del conductor y detrás del cargador. Debido al reducido espacio dentro del vehículo, se le equipó un acople para el remolque Sonderanhänger 51, el cual acarreaba munición y equipamiento adicional, además de cañones de reemplazo para el arma principal.

## Servicio
Sólo una unidad, el "Fla.-Btl.(mot) 614" (Batallón Flak Motorizado 614) fue equipada con el Flakpanzer I. La unidad fue formada en 1941 y el mismo año fue apostada en Romania. Desde allí, se movió hacia la parte sur del Frente Oriental. En servicio, los Flakpanzer I vieron poco uso contra las aeronaves soviéticas, pero sí fueron bastante utilizados contra objetivos terrestres, ya que el cañón sólo podía ser disparado en línea recta hacia adelante, y se debía reposicionar completamente el vehículo para ajustar la mira horizontalmente. Para que fuese un cañón antiaéreo efectivo, se hubiese requerido la instalación de una montura de cañón desplazable,  pero el espacio ofrecido por el chasis del Panzer I era demasiado reducido como para instalar dichas monturas. Debido a la insuficiente protección de la tripulación, esta sufrió grandes bajas. El batallón Flak Motorizado 614 fue destruido en 1943 durante la Batalla de Stalingrado, aunque cabe decir que a este punto, la mayoría de los vehículos ya habían sido abandonados o destruidos.